# Liselotte Roll
Liselotte Roll, född 1973, är en svensk journalist, krönikör och författare. Hon debuterade 2013 med kriminalromanen Tredje Graden på Alfabeta förlag. 
Roll har tidigare arbetat som nyhetsreporter på bland annat Norrtelje Tidning och skrivit manus för Radio P3 och Barnradion (Doj-Dojs hotell). Hon är utbildad marinarkeolog och journalist. Hennes böcker är utgivna på svenska och sålda till en mängd språkområden, bland annat Polen, Tyskland, England, Norge, Finland, Danmark och Nederländerna. Efter debutromanen Tredje graden 2013 på Alfabeta utkom den andra i maj 2014 under titeln Ole Dole Död. Serien om kriminalinspektör Magnus Kalo och hans hustru, terapeuten Linn utspelar sig i Stockholms norra förorter, främst Åkersberga. 2016 utkom hennes första böcker som pocket på Harper Collins. Förlaget gav under 2017 ut ytterligare en thriller, Bröder. 2019 utkom Liselotte Roll med Höns som hobby på förlaget Natur & Kultur. Boken är en utförlig faktabok om höns som även innehåller mer litterära och personliga berättelser. 2020 kom boken Odla för insekter på Polaris förlag och 2021 boken Jord på Harper Collins Nordic även dessa faktaböcker med personliga berättelser och betraktelser, båda nominerade till årets trädgårdsbok av Gartnersällskapet. 
2025 utkom barnboken "Djur som nästan inte syns" på förlaget Natur &Kultur, en rolig och intressant faktabok för barn om djur som gömmer sig, kamouflerar sig eller är så små att de knappt syns. 
Liselotte Roll har även varit huvudkrönikör på Astma- och Allergiförbundets tidning Allergia 2020-2023 samt skrivit en längre serie om odling i kris för MSB:s tidning tjugofyra7 2024.